# Niedźwiedź Biały (herb szlachecki)

Wizerunek herbu w stylizacji Tadeusza Gajla

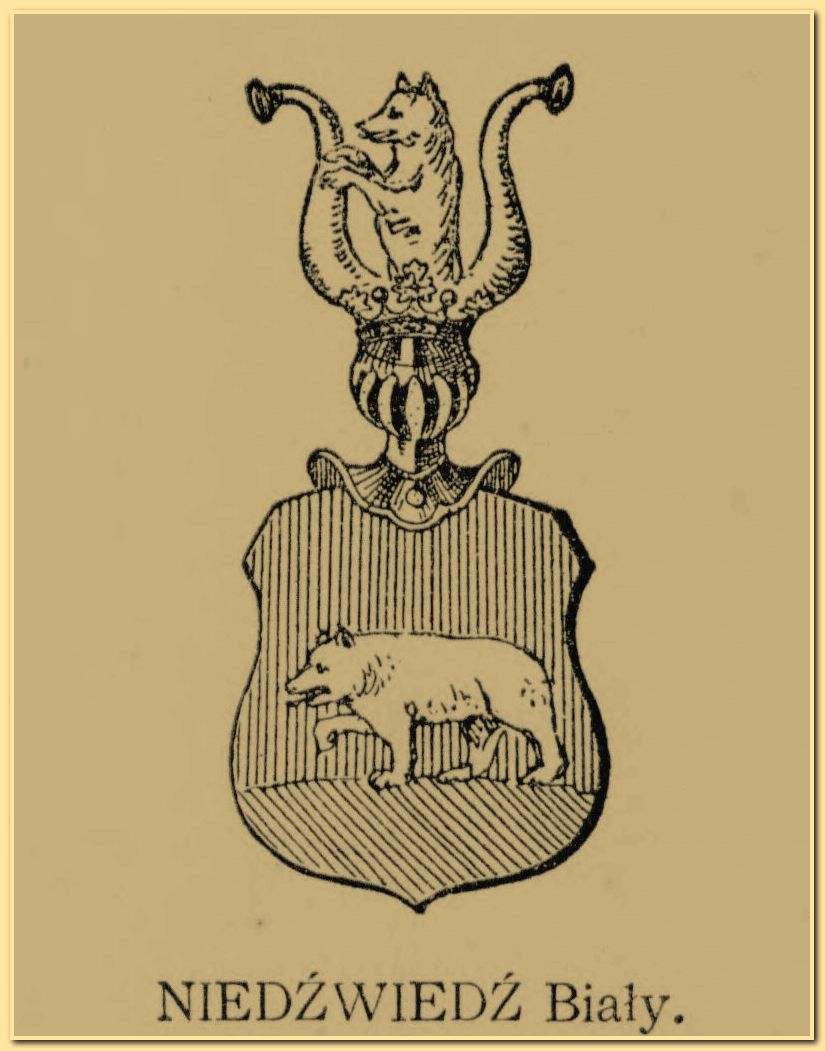
Wizerunek herbu według Juliusza Ostrowskiego

Niedźwiedź Biały – polski herb szlachecki z nobilitacji.

## Opis herbu
Opis zgodnie z klasycznymi regułami blazonowania:
W polu czerwonym, na zielonej murawie, niedźwiedź kroczący srebrny.
Klejnot: Nad hełmem w koronie, pół niedźwiedzia białego, między dwoma trąbami.
Labry powinny być czerwone, podbite srebrem. 

## Najwcześniejsze wzmianki
Herb nadany razem z przywilejem nobilitacji 9 listopada 1765 Janowi Wolskiemu neoficie żydowskiego pochodzenia. Wolski był wielkim łowczym u księcia Radziwiłła, ochrzczonym około 1750. Oryginalny dyplom noblitacji Jana Wolskiego posiadał w swoich zbiorach heraldyk  hr.Juliusz Ostrowski.

## Herbowni
Jedna rodzina herbownych (herb własny):
Wolski.